# Jan Stapelfeldt
Jan Stapelfeldt (ur. 21 sierpnia 1982 w Hamburgu) – niemiecki aktor filmowy i telewizyjny.

## Wybrana filmografia
- 2008-2009: Marienhof jako Valentin Ernst
- 2012: Wieloskórka (TV) jako Bernd
- 2012: MEK 8 jako Karl-Theodor ‘Charlie’ Müller
- 2017: Unter Uns jako Julian Römer